# Philothamnus angolensis
Philothamnus angolensis är en ormart som beskrevs av Bocage 1882. Philothamnus angolensis ingår i släktet Philothamnus och familjen snokar. Inga underarter finns listade i Catalogue of Life.
Denna orm förekommer i Afrika från Kamerun och Centralafrikanska republiken i norr till Namibia och Moçambique i syd. Honor lägger ägg.